# Abelardo Luz
Abelardo Luz é um município brasileiro do estado de Santa Catarina. Localiza-se na Região Geográfica Imediata de Xanxerê e na região Geográfica Intermediária de Chapecó, estando a uma altitude de 760 metros. Sua população, conforme censo 2022 do IBGE, era de 17 392 habitantes.
Sua principal atividade econômica é a agropecuária, embora o comércio e o turismo também sejam importantes. A colonização é predominantemente italiana e alemã.

## História

### Origens e povoamento
Em 30 de dezembro de 1953, desmembrou-se primeiramente o que chamava-se "Velho Chapecó". Naquela época criaram-se mais oito municípios, incluindo Xanxerê. Abelardo Luz foi mantido como um dos distritos de Xanxerê, mas elevou-se, naquela situação em 1922. Em 1917, passou a chamar-se "Passo das Flores".
Em parte, já se conheciam e se exploravam as terras do atual território municipal de Abelardo Luz durante o século XIX, quando criou-se a Colônia Militar de Xanxerê, por ordem do governo imperial brasileiro.
Porém, o território municipal de Abelardo Luz só passou a ser povoado efetivamente por colonizadores que vieram principalmente de Minas Gerais nos primeiros anos do século XX. Mas o povoamento foi intensificado em meados do século XX, quando chegaram principalmente migrantes vindos de São Paulo, do Paraná e do Rio Grande do Sul, bem como descendentes de imigrantes que vieram da Europa, principalmente da Itália e da Alemanha.

### Formação administrativa e história recente
No dia 21 de junho de 1958, por meio da lei nº 348, o território municipal de Abelardo Luz emancipou-se politicamente, sendo instalado no dia 27 de julho do mesmo ano. O primeiro prefeito escolhido sob nomeação do governo estadual foi o senhor Gerônimo Rodrigues e o prefeito que venceu as primeiras eleições municipais foi Maurício Rodrigues da Costa.
Como território, é o município de maior extensão territorial do oeste de Santa Catarina (mesorregião a que é pertencente), com 953,992 km². Conta com a beleza dos campos e é dos municípios barrigas-verdes em que agricultura mecanizada é facilmente encontrada, porque seu terreno é onduladamente plano.
A indústria de extração é a principal atividade econômica do município. A araucária e uma série de várias "madeiras de lei", fora a erva-mate, são as espécies vegetais enriquecedoras do município em questão que limita-se com o Paraná, em igual momento que a lavoura é desenvolvida em uma grande variedade de setores.
O município recebeu esse nome porque homenageia Abelardo Venceslau da Luz, descendente de Hercílio Luz.

## Geografia
O município é acessível pela BR-282 (em Santa Catarina) ou pela BR-280 (no Paraná). Para quem vem do litoral ou do oeste catarinense pela BR 282, o melhor caminho é entrar em Xanxerê, na direção do Paraná. Todas as estradas são pavimentadas.

## Turismo
Natureza
O principal ponto turístico da cidade é o Parque das Quedas do Rio Chapecó, um conjunto de sete quedas d'água no rio Chapecó e mais três quedas no rio das Éguas. No local há também uma praia fluvial com mais de 1.000m de extensão e 7 pequenas ilhas. A maior delas – a Ilha das Flores - liga-se ao parque através de pinguelas. Localizado a 2 km da cidade e com uma área de 200ha, sendo 40ha destinados ao turismo, o parque recebe milhares de visitantes durante o ano, especialmente no verão. Conta também com a "Prainha", ótimo lugar beirando o Rio Chapecó. Possui áreas de lazer como: piscinas, restaurante, chales, área de camping, campo de vôlei de areia, campo de futebol, cachoeira, entre outras. A natureza de Abelardo Luz é encantadora.
Patrimônio histórico
No Parque das Quedas do Rio Chapecó, a gruta que existe atrás do véu branco das águas é célebre por ter abrigado mais de 100 soldados, durante a Revolução Federalista de 1893.
Cultura e Eventos
A cidade tem três Centros de Tradições Gaúchas: Querência Farroupilha, Poncho Verde e Lenço Branco. 
Infraestrutura turística
Conta com infraestrutura para receber os visitantes, como uma rede hoteleira, camping, restaurantes, lanchonetes, pousadas e lojas comerciais e prestadores de serviços.

## Meios de Comunicação

### Televisão[9]

#### Analógico
- 3 VHF - SCC SBT (SBT)
- 7 VHF - TV Novo Tempo
- 10 VHF - NDTV Chapecó (RecordTV)
- 13 VHF - NSC TV Chapecó (TV Globo)

#### Digital
- 3.1 (46 UHF) - SCC SBT (SBT)
- 10.1 (30 UHF) - NDTV Chapecó (RecordTV)
- 13.1 (42 UHF) - NSC TV Chapecó (TV Globo)

### Rádio
- FM 89.1 MHz - Rádio Rainha das Quedas (Rainha 89 FM)
- FM 104.9 MHz - Faixa Comunitária

## Capital nacional da semente de soja
Em 9 de maio de 2014 a presidente Dilma Rousseff sancionou a Lei Nº 12.972/14 que confere ao município de Abelardo Luz, Estado de Santa Catarina, o título de Capital Nacional de Semente de Soja.

## Personalidades famosas
- Paulo Roberto Falcão, técnico, ex-comentarista e ex-jogador de futebol.